# Ochna afzelioides
Ochna afzelioides är en tvåhjärtbladig växtart som beskrevs av N. Robson. Ochna afzelioides ingår i släktet Ochna och familjen Ochnaceae. Inga underarter finns listade i Catalogue of Life.